# Hilara consanguinea
Hilara consanguinea är en tvåvingeart som beskrevs av Collin 1928. Hilara consanguinea ingår i släktet Hilara och familjen dansflugor. Inga underarter finns listade i Catalogue of Life.